# Yen
Le yen (円, en) est la monnaie officielle du Japon.

## Historique
Il a été créé par une loi du 10 mai 1871, pour remplacer le ryō (両), non décimal, mettant un terme au système monétaire Tokugawa.
Le symbole graphique latinisé du yen est ¥ ; en japonais il s'écrit 円, ce qui est une forme simplifiée de l'ancienne graphie 圓. Le code ISO 4217 du yen est JPY.
Le yen avait deux subdivisions, le sen (1/100) et le rin (1/1000). Néanmoins ces subdivisions ne sont plus utilisées depuis 1954.
Depuis 2022 le yen subit une forte baisse de sa valeur par rapport à l'euro ou au dollar, et il devrait continuer à s'affaiblir à l'avenir,,. Les prévisions du Nikkei se sont avérées et, en mars 2024, le yen s'était affaibli pour la première fois en 34 ans, depuis 1990.

## Prononciation et étymologie
En japonais, 円 se lit « en », prononcé /en/ (c'est-à-dire comme « enne »). La graphie « yen » provient de la romanisation de l'ancienne écriture sino-japonaise qui ne tenait pas compte de l'évolution de la prononciation. En japonais, 円 signifie « rond » ou « cercle » — comme en chinois yuan ou en coréen won, de même étymologie.

## Pièces et billets

### Pièces de monnaie anciennes
Les premières pièces de monnaie en yen datent du début de l'ère Meiji ; elles ont été produites à partir de 1870. Environ 75 types différents ont été produits jusqu'à la mise en place du yen moderne au début des années 1950.

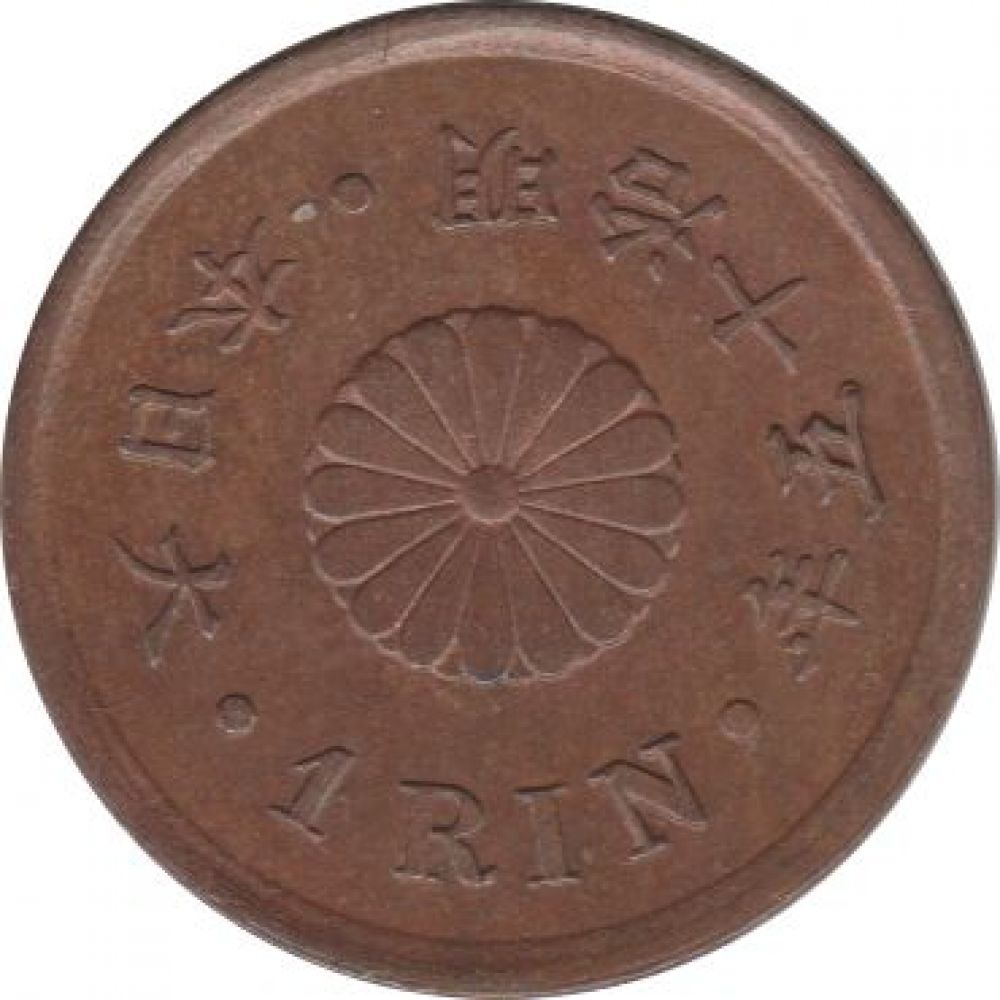
1 rin 1882
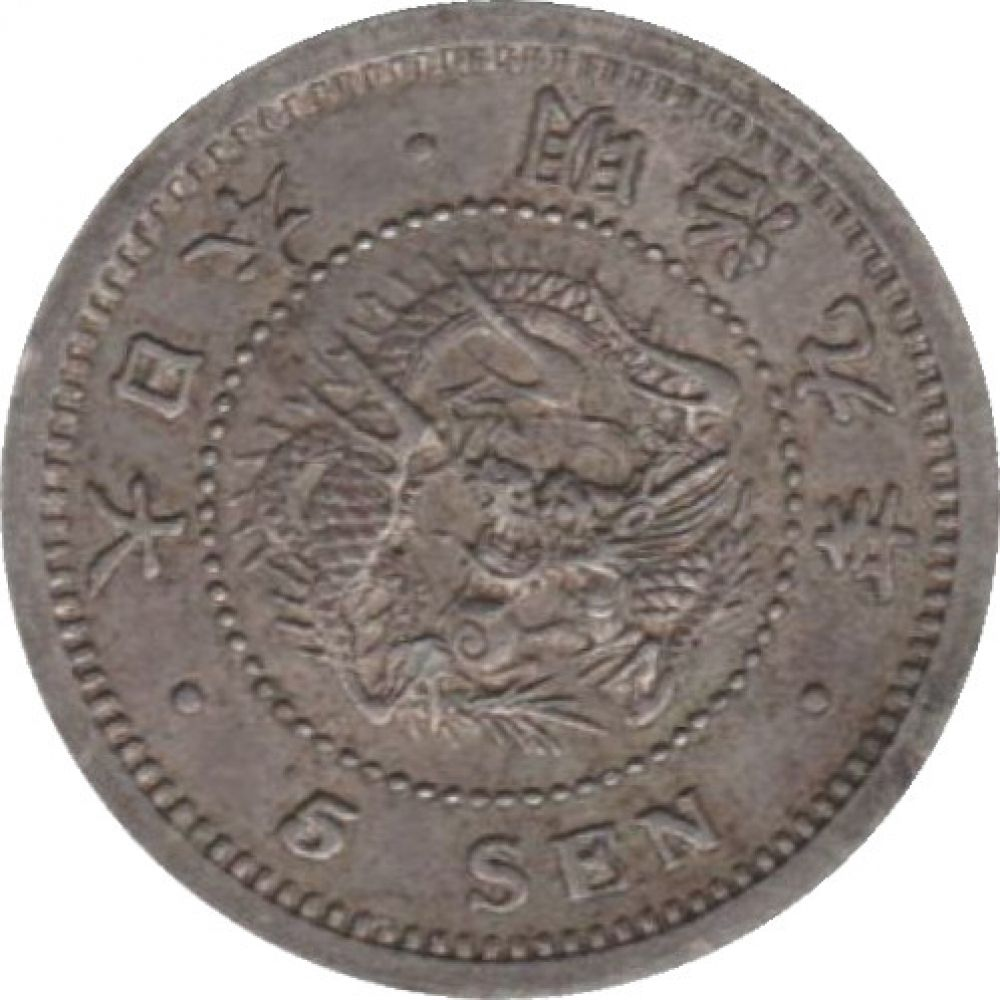
5 sen 1876
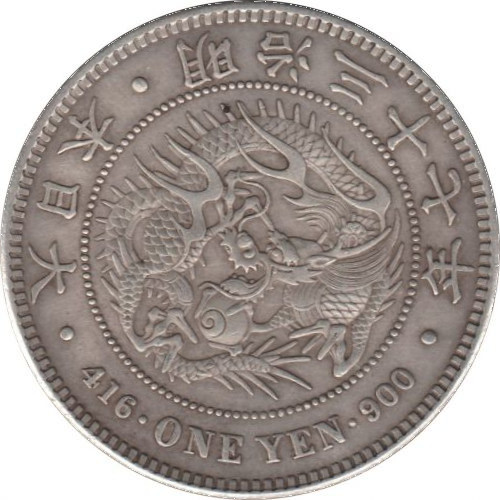
1 yen 1904 (1 yen = 416 grains, soit 26,96 g d'argent 900‰)
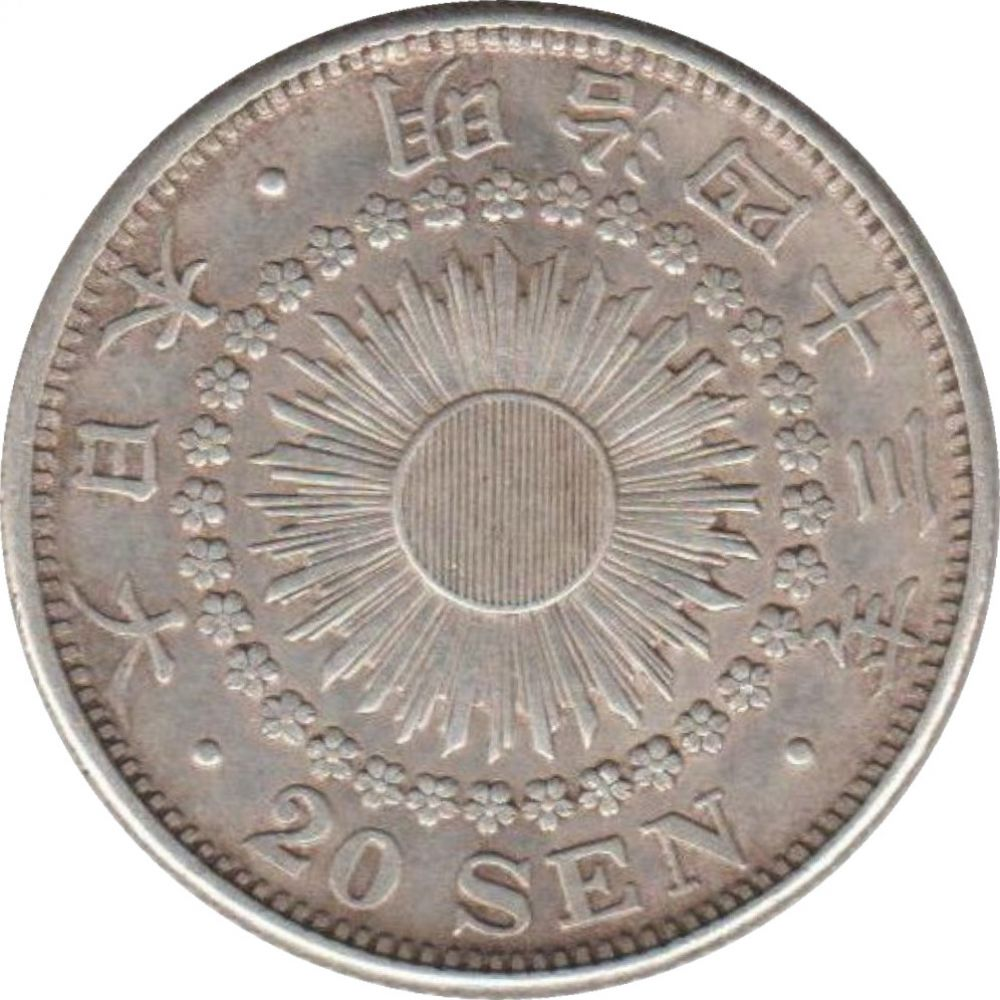
20 sen 1910
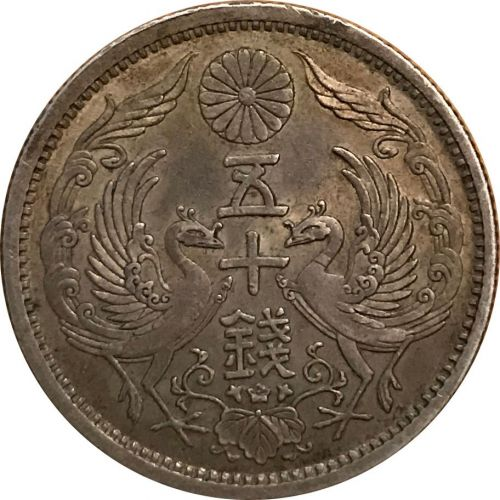
50 sen 1923
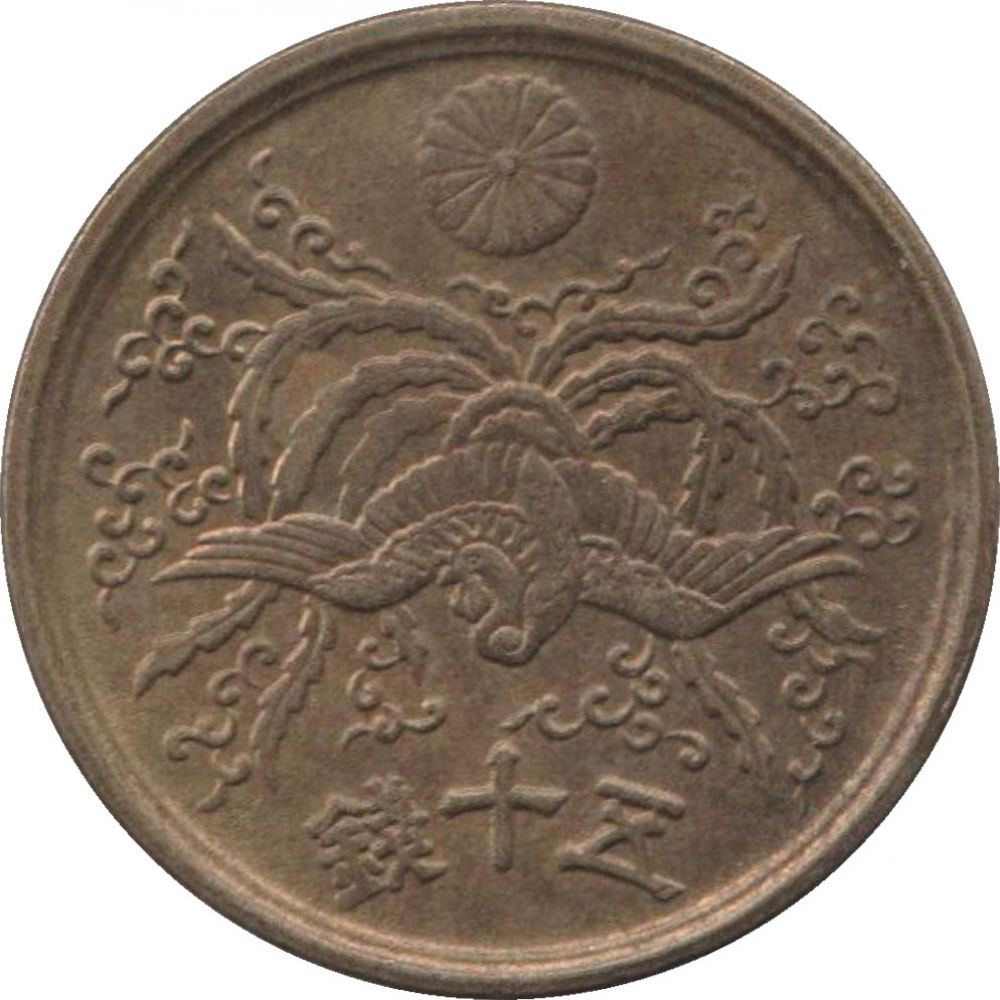
50 sen 1946

### Pièces de monnaie modernes
La série de types monétaires actuels a été lancée en 1949, sous l'ère Shōwa.
La pièce de 1 yen en aluminum a la propriété anecdotique de mesurer 1 centimètre de rayon et de peser exactement 1 gramme. La pièce de 50 yens est devenue trouée à partir de 1959. La pièce de 100 yens est en argent 600 millièmes jusqu'en 1966. Il a été relevé que la pièce de 100 yens frappée depuis 1967 s'ajustait parfaitement à la fente des têtes de vis d'attache rapide des trépieds photographiques. La première pièce de 500 yens courante est émise à partir de 1982 ; au change elle est l'une des pièces au plus fort pouvoir d'achat avec celle de 5 francs suisses.

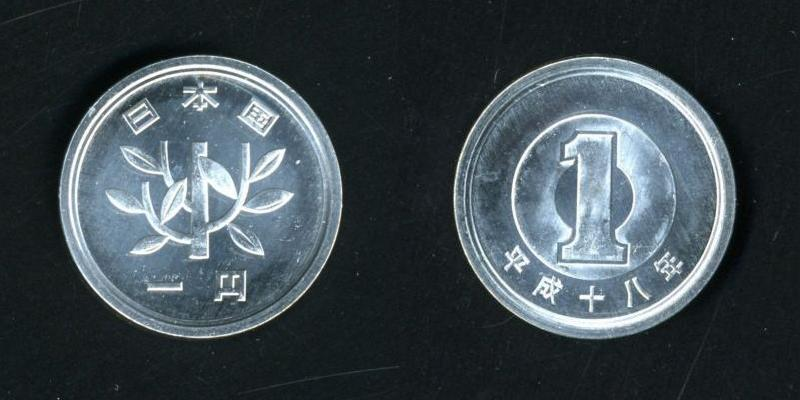
1 yen en aluminium.
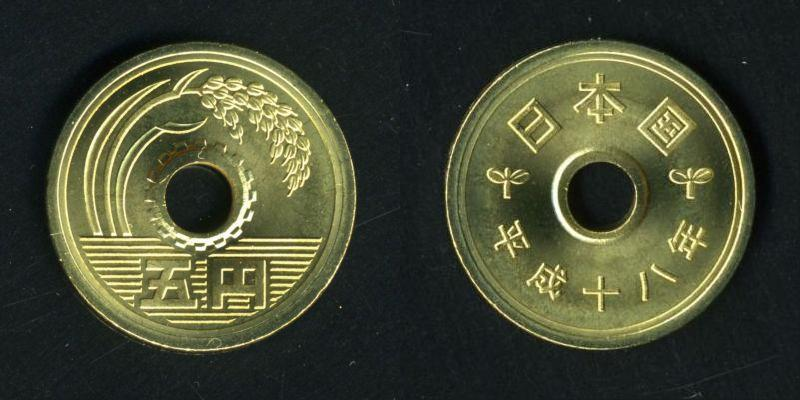
5 yens en laiton.
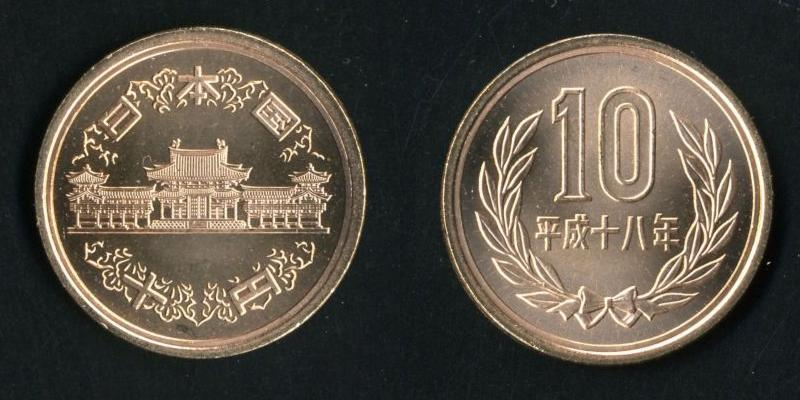
10 yens en bronze.
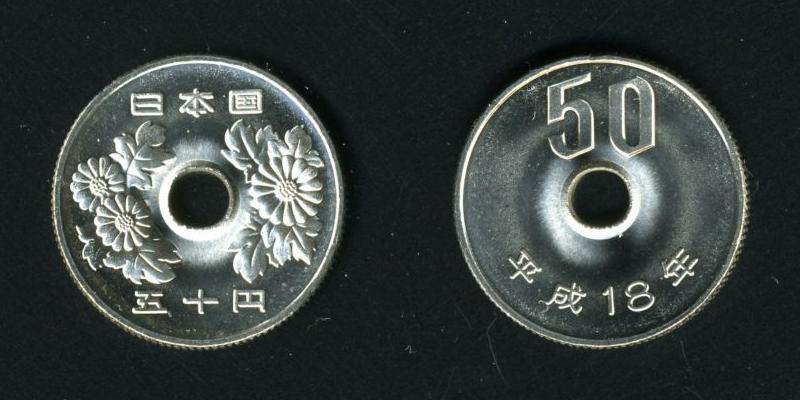
50 yens en cupronickel.
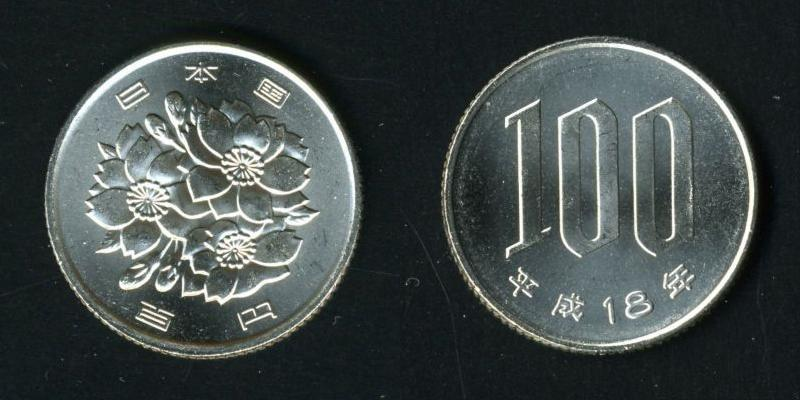
100 yens en cupronickel.
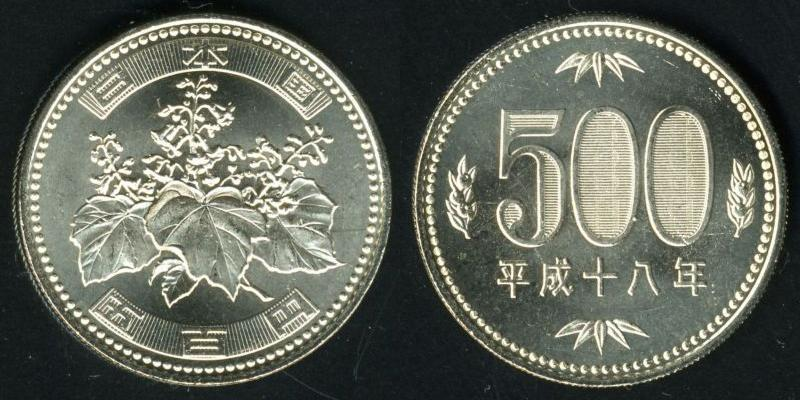
500 yens en cupronickel.

### Billets de banque
Les premiers billets japonais, de type Hagaki Yamada (山田 羽 书) ont été imprimés vers 1600. Le système des hansatsu (藩札) a été abandonné en 1871.
Il existait en 2006 sept sortes de billets, d'une valeur de 1 000, 2 000, 5 000 et 10 000 yens ; les billets de 100 et 500 yens n'existent plus :
- le billet de 1 000 yens, mis en circulation à partir du 1er novembre 1984, représente l'écrivain Sōseki Natsume (1867-1916).
- le billet de 2 000 yens est moins répandu car mis en circulation plus tardivement (le 19 juillet 2000).
- le billet de 5 000 yens, mis en circulation à partir du 1er novembre 1984, représente Inazo Nitobe (1862-1933).
- le billet de 10 000 yens, mis en circulation à partir du 1er novembre 1984, représente Yukichi Fukuzawa (1835-1901).

De nouveaux billets de 1 000, 5 000 et 10 000 yens ont été introduits le 1er novembre 2004, soit vingt ans après les précédents. Ils reprennent et complètent les mécanismes de sécurité du nouveau billet de 2 000 yens :
- le billet de 1 000 yens représente le médecin Noguchi Hideyo (1876-1928)
- le billet de 5 000 yens représente l'écrivaine Ichiyo Higuchi (1872-1896)
- le billet de 10 000 yens représente toujours Yukichi Fukuzawa (1835-1901) mais le dessin du verso a été modifié et ne présente plus un faisan mais un phénix, celui du Byōdō-in (平等院?), à Kyoto, le même qui est représenté sur les pièces de 10 yens.

|  |  |
|  |  |
|  |  |
|  |  |
|  |  |
|  |  |
|  |  |
|  |  |

Le ministre des Finances annonce de nouveaux billets de banque pour 1 000 ¥, 5 000 ¥ et 10 000 ¥ le 3 juillet 2024. Le billet de 2 000 yens étant actuellement peu en circulation, sa modification est reportée.
- le nouveau billet de 1 000 yens représente le médecin Kitasato Shibasaburō (1853-1931).
- le nouveau billet de 5 000 yens représente féministe et pionnière dans l'éducation des femmes au Japon durant l'ère Meiji Tsuda Umeko (1864-1929).
- le nouveau billet de 10 000 yens représente le père du capitalisme japonais Shibusawa Eiichi (1840-1931).

|  |  |
|  |  |
|  |  |

## Autres yens de l'empire japonais
Le yen taïwanais (圓) est la monnaie ayant eu cours à Formose de 1895 à 1946 durant la domination japonaise.
De 1904 à 1945, un yen militaire japonais est mis en circulation pour régler la solde des militaires des forces impériales japonaises.
De 1910 à 1945, un yen coréen est établi pendant la colonisation japonaise de la Corée.
De 1942 à 1945, une monnaie d'invasion japonaise est établie pour les territoires occupés par ce pays lors de la Seconde Guerre mondiale.

## Spéculations contre le yen des années 2005-2007
Durant les années 2005-2007, les spéculateurs internationaux choisissent de s'endetter en yens puis de les échanger contre des dollars pour les placer aux États-Unis, afin de profiter de l'écart entre les taux d'intérêt japonais proches de zéro et les taux américains proches de 5 %. Cette manœuvre a pour conséquence une baisse importante du yen par rapport au dollar sous l'effet de la demande grandissante sur le dollar. Les premiers spéculateurs, qui ont procédé au remboursement des prêts qu'ils avaient contractés, ont échangé leurs dollars contre les yens moyennant des taux de change plus faibles par rapport aux taux auxquels ils avaient acheté les dollars. Le gain réalisé grâce à la différence des taux d'intérêt se voit alors conforté par un gain supplémentaire issu des écarts sur les taux de change. Cette stratégie a induit une baisse du yen de 1 dollar = 103 yens en janvier 2005 à 1 dollar = 124 yens en juillet 2007, soit un gain de 31 % pour les spéculateurs. Ces opérations entraînaient une dépréciation du yen, au moment même où la monnaie japonaise était censée être forte au regard des fondamentaux économiques du pays. Le solde courant du Japon était fortement excédentaire alors que celui des États-Unis était largement déficitaire. Ce mouvement se retourne brutalement début 2009 : le yen remonte ; 1 dollar ne valant plus que 93 yens. Le Japon est confronté à une forte perte de compétitivité.

## Évolution de l'euro par rapport au yen

Variation du taux yen/euro depuis 1999.